# Augustin Chassaing
Pour les articles homonymes, voir Chassaing.
Jean, Baptiste, François, Augustin Chassaing, né le 25 décembre 1830 à  Pontaumur, Puy-de-Dôme, et mort le 3 mai 1892  au Puy-en-Velay est un magistrat et historien français ; ses travaux sont, pour l'essentiel, consacrés au Velay.

## Biographie
Le père d'Augustin Chassaing est juge de paix et incite son fils à entrer dans la magistrature. Il fait donc des études de droit mais il suit également les cours de l'École des chartes. Il est licencié en droit et, le 14 novembre 1854 diplômé archiviste paléographe, second d'une promotion de neuf élèves, en soutenant une thèse dont le titre est Essai sur la géographie territoriale et politique de l'Auvergne au IXe et Xe siècles. Il commence sa carrière comme avocat au barreau de Riom puis entre dans la magistrature en qualité de substitut à Cusset. Il est nommé juge au Puy le 21 novembre 1862 où il exerce durant 30 ans, jusqu'à sa mort.
Il est élu membre puis secrétaire de la Société d'agriculture, sciences, arts et commerce du Puy,  et, parallèlement à son activité de magistrat, se consacre à l'histoire locale. Il est correspondant de la Société des Antiquaires de France et du ministère de l'Instruction publique pour les travaux historiques.
Augustin Chassaing est nommé chevalier de la Légion d'honneur  par décret du 7 mars 1876 . Il est également officier d'académie

## Publications
Francisque Mège donne la liste chronologique complète  des publications d'Augustin Chassaing. Principaux travaux :
- Dictionnaire topographique de la France., Dictionnaire topographique du département de la Haute-Loire : comprenant les noms de lieu anciens et modernes, complété Antoine Jacotin, Paris, 1907,  E. Leroux,   Impr. nationale, 393 p.  lire en ligne sur Gallica
- Cartulaire de Chamalières-sur-Loire en Velay : prieuré conventuel dépendant de l'abbaye de Saint-Chaffre, introduction et tables par Antoine  Jacotin, Paris, 1895, Alphonse Picard et fils 204 p.  lire en ligne sur Gallica
- Mémoires de Jean Burel, bourgeois du Puy, Augustin Chassaing, éditeur scientifique et préfacier,  publiés au nom de la Société académique du Puy, Le Puy en Velay, 1875, Marchessou, 584 p. lire en ligne sur Gallica
- Le Livre de Podio ou Chroniques d'Étienne Médicis, bourgeois du Puy.  publiées au nom de la Société académique du Puy, Le Puy en Velay, 1875, Marchessou,    t. 1 625 p., t. 2 666 p. lire en ligne sur Gallica
- Spicilegium brivatense : recueil de documents historiques relatifs au Brivadois et à l'Auvergne, Paris, Imprimerie nationale, Ernest Picard, 1886, 796 p. lire en ligne sur Gallica
- « Notice sur un denier carlovingien frappé au Puy, et portant l'effigie du roi Raoul », Annales de la Société d'agriculture, sciences, arts et commerce du Puy,‎ 1866 (lire en ligne)
- « Choix de pièces inédites relatives à l'histoire du Velay : inventaire du mobilier d'un évêque du Puy Pierre Gougeuil (1327) et la quittance d'un trousseau constitué en dot à une fille noble (1377) », Annales de la Société d'agriculture, sciences, arts et commerce du Puy,‎ 1866 (lire en ligne)
- « Cartulaire des Templiers du Puy-en-Velay », Annales de la Société d'agriculture, sciences, arts et commerce du Puy,‎ 1876 (lire en ligne)
- « Calendrier de l'église du Puy au Moyen Âge », Annales de la Société d'agriculture, sciences, arts et commerce du Puy,‎ 1876 (lire en ligne)
- Mémoires d'Antoine Jacmon, bourgeois du Puy, publiés au nom de la Société académique du Puy, Le Puy-en-Velay, Marchessou, 1885, 338 p. (lire en ligne sur Gallica).